# Славко Яневський

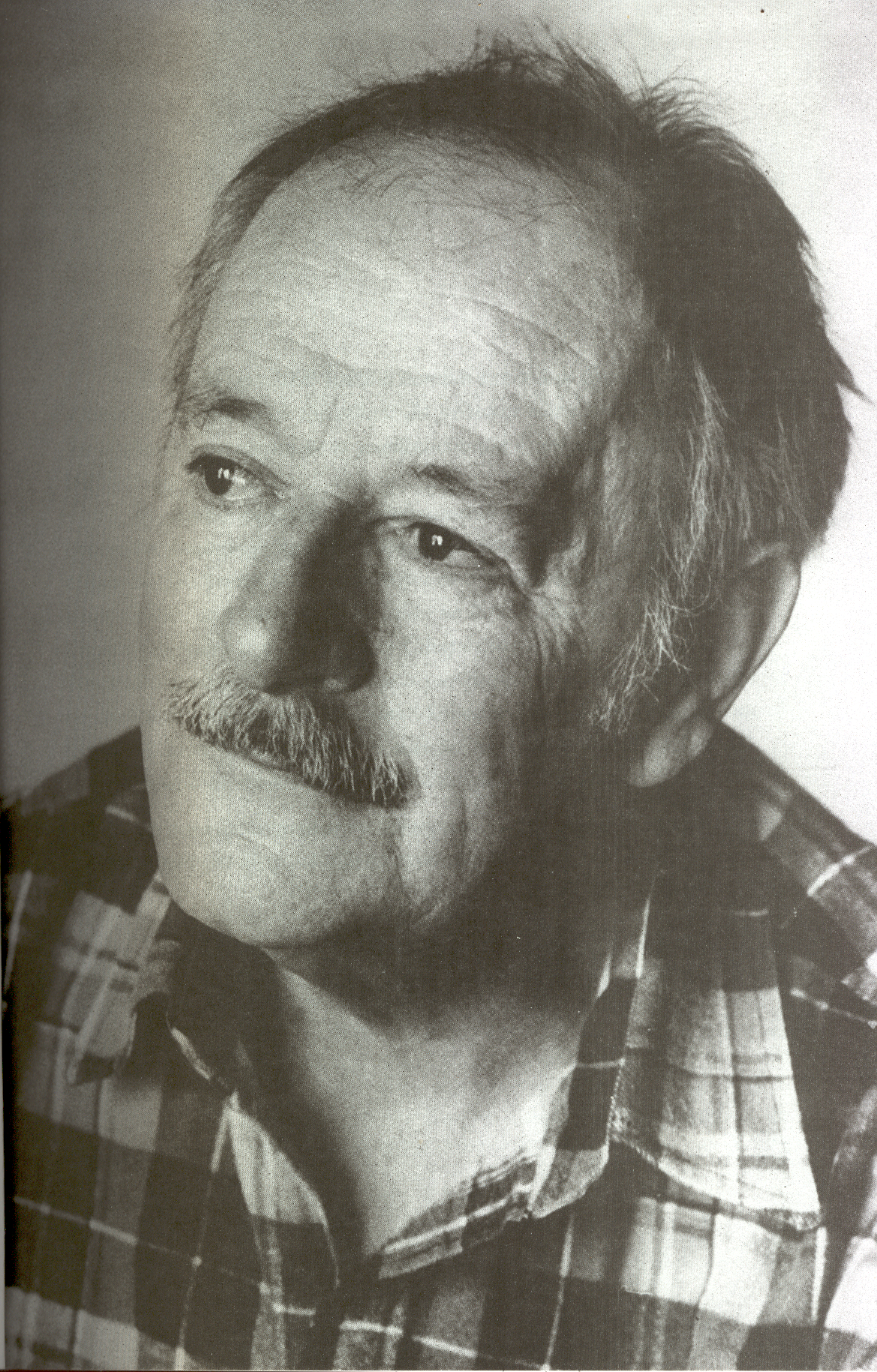
Slavko Janevski

Сла́вко Я́невський (мак. Славко Јаневски; * 11 січня 1920, Скоп’є — † 20 січня 2000, там само) — македонський письменник, автор першого македонського роману «Село за сімома ясенами», академік Македонської академії наук і мистецтв.
Закінчив технічне училище в місті Скоп’є. Активний учасник Народно-визвольної війни 1941–1945 років; був комісаром Третьої Македонської ударної бригади.
Літературну діяльність розпочав 1944 року. По війні редагував літературні журнали «Пионер», «Титовче», «Нов ден», «Современост», «Хоризонт», «Остен», працював у видавництві. Перша поетична збірка «Кривавий разок» вийшла 1945 року. За нею вийшли «Вірші» (1948), «Егейська казка про порох» (1950), «Лірика» (1951), «Хліб і камінь» (1957), «Євангелія від Хитрого Пейо» (1966) та багато інших.
Від початку п’ятдесятих років дедалі більше уваги приділяв прозі. У 1950 вийшла його повість «Вулиця», а 1952 — роман про зміни в житті македонських селян «Село за сімома ясенами» (друга редакція вийшла 1965 року під назвою «Стовбури»). Серед його прозового доробку виділяється також роман-епопея про македонську революцію «І біль, і гнів» (1964). Йому належать ще романи «Дві Марії» (1956), «Сновида» (1958), «Твердоголові» (1970), «Чудотворці» (1988), «Рулетка з сімома цифрами» (1989) та інші. Багато уваги приділяв письменник і жанру оповідання (починаючи з першої збірки «Блазні і люди», яка вийшла 1954), працював і в жанрі кіносценарію. Був одним із найпопулярніших дитячих письменників своєї країни.
Якщо перші твори Яневського були написані в річищі реалізму, то починаючи від другої половини п’ятдесятих років він дедалі більше ускладнював свою символіко-метафоричну систему, наближаючись до сюрреалізму.
Дійсним членом Македонської академії наук і мистецтв став від самого заснування академії (1967).
Лауреат Державної премії Антифашистського віча народного звільнення Югославії (1968) та кількох інших літературних премій.

## Українські переклади
Українською мовою прозу Яневського перекладав Андрій Лисенко: новели «Бабусин онук» («Літературна Україна», 27 серпня 1963), «Сповідь за сто франків» («Всесвіт», 1970, № 10 і потім збірка «Македонська новела», яка вийшла у серії «Зарубіжна новела» 1972 року), «Кінь великий, як доля» і «Бідний чорний Джо» (у тій таки збірці); роман «Село за сімома ясенами» (спочатку в журналі «Всесвіт», 1973, № 5 і 6, а потім — вже під назвою «Ясени» — двома стотисячними виданнями у видавництві «Дніпро»: 1974 та 1982 року). Оповідання Яневського «У гірському млині» Андрій Лисенко переклав разом із Володимиром Лірниченком («Всесвіт», 1975, № 11). Вірші Яневського друкувались у перекладі Бориса Олійника («Всесвіт», 1975, № 8).